# Ken'yū Horiuchi
 (octobre 2012).
Si vous disposez d'ouvrages ou d'articles de référence ou si vous connaissez des sites web de qualité traitant du thème abordé ici, merci de compléter l'article en donnant les références utiles à sa vérifiabilité et en les liant à la section « Notes et références ».
Ken'yū Horiuchi (堀内 賢雄, Horiuchi Ken'yū), né le 30 juillet 1957 dans la ville de Shizuoka au Japon, est un acteur japonais.Horiuchi est surtout connu comme l'acteur de doublage japonais pour Brad Pitt et John Stamos.

## Rôles

### Série d'animation
- After War Gundam X : Jamil Neate
- Air Master : Julietta Sakamoto
- Animal Yokochô : Yamanami-san
- Bakuman : Hisashi Sasaki
- Bakuman 2 : Hisashi Sasaki
- Bleach : Shûsuke Amagai
- B't X : Metalface
- Captain Tsubasa : Taki, Pierre
- Cowboy Bebop : Gren
- Dinosaur King : Noratti, a.k.a. Zander
- Genji monogatari sennenki : Kiritsubo no Mikado
- Guin Saga : Guin
- Gun X Sword : The Claw
- Tobaku Mokushiroku Kaiji : Yohishiro Kurosaki
- Hajime no Ippo: New Challenger : Suguru Takamura
- HeartCatch PreCure! : Coupé, Sora Hanasaki
- Heart no Kuni no Alice : Mary Gowland
- Hunter × Hunter 2011 : Koala Chimera
- Hataraki Man : Narita
- Highschool! Kimengumi : Kai Undō
- Kamisama Dolls : Takeshi Hirashiro
- Kaze no Stigma : Burnhart Rhodes
- Kingdom : Ou Sen
- Koi suru Tenshi Angelique ~Kokoro no Mezameru Toki~ : Oscar
- Koi suru Tenshi Angelique ~Kagayaki no Ashita~ : Oscar
- Zatchbell : Kieth
- Kyatto Ninden Teyandee : Le narrateur
- Kyō kara maoh ! : Dan Hiri Weller
- Magi: Sinbad no Bouken : Darius Loxses
- Mirage of Blaze : Kosaka Danjou
- Mahoraba : Yukio Haibara (Johnny)
- Mister Ajikko : Chef Shimonaka
- Mobile Suit Gundam ZZ : Mashymre Cello
- Mobile Suit Victory Gundam : Hangelg Ewin
- Monster Rancher : Durahan
- Nadia, le secret de l'eau bleue : Sanson
- Naruto : Tobirama Senju
- Naruto Shippûden : Pain, Yahiko, Tobirama Senju
- Nodame Cantabile: Finale : Chiaki Masayuki
- One Piece: Kinemon
- Pokémon : Professeur Chen et Raphaël Chen
- Rakugo Tennyo Oyui : Sanyuutei enchou
- s-CRY-ed : Unkei
- Saint Seiya : Dohko de la Balance
- Saint Seiya: Soul of Gold : Dohko de la Balance
- Sekaiichi hatsukoi : Takafumi Yokozawa
- Shangri-La : Takehiko
- Super Robot Wars Original Generation: The Inspector : Irmgart Kazahara
- Tekkaman Blade : Balzac Asimov
- Tenkû Senki Shurato : Ten-ô Hyûga
- Telepathy Shōjo Ran : Ronpei Isozaki
- The Cockpit : Lieutenant Rheindars
- Transformers 2010 : Springer
- Tytania : Docteur Lee Zhang-Chen
- Ultraman Story : Ultraman
- Yakitate!! Japan : Brad Kidd